# Новолюбівка
Новолю́бівка —  село в Україні, у Красноріченській селищній громаді Сватівського району Луганської області. Населення становить 0 осіб. Орган місцевого самоврядування — Невська сільська рада.

## Історія
Після звільнення села від російських окупантів у жовтні 2022 року була виявлена батарея з п'яти САУ 2С19М2 «Мста-С». Чотири з них було повністю знищено, а одна отримала дуже сильні ушкодження.